# مالكوم فورسيث
مالكوم فورسيث هو ملحن كندي، ولد في 8 ديسمبر 1936 في بيترماريتزبرغ في جنوب أفريقيا، وتوفي في 5 يوليو 2011 في إدمونتون في كندا بسبب سرطان البنكرياس.

## وصلات خارجية
- مالكوم فورسيث على موقع IMDb (الإنجليزية)
- مالكوم فورسيث على موقع ميوزك برينز (الإنجليزية)
- مالكوم فورسيث على موقع ديسكوغز (الإنجليزية)